# Дом сецессиона

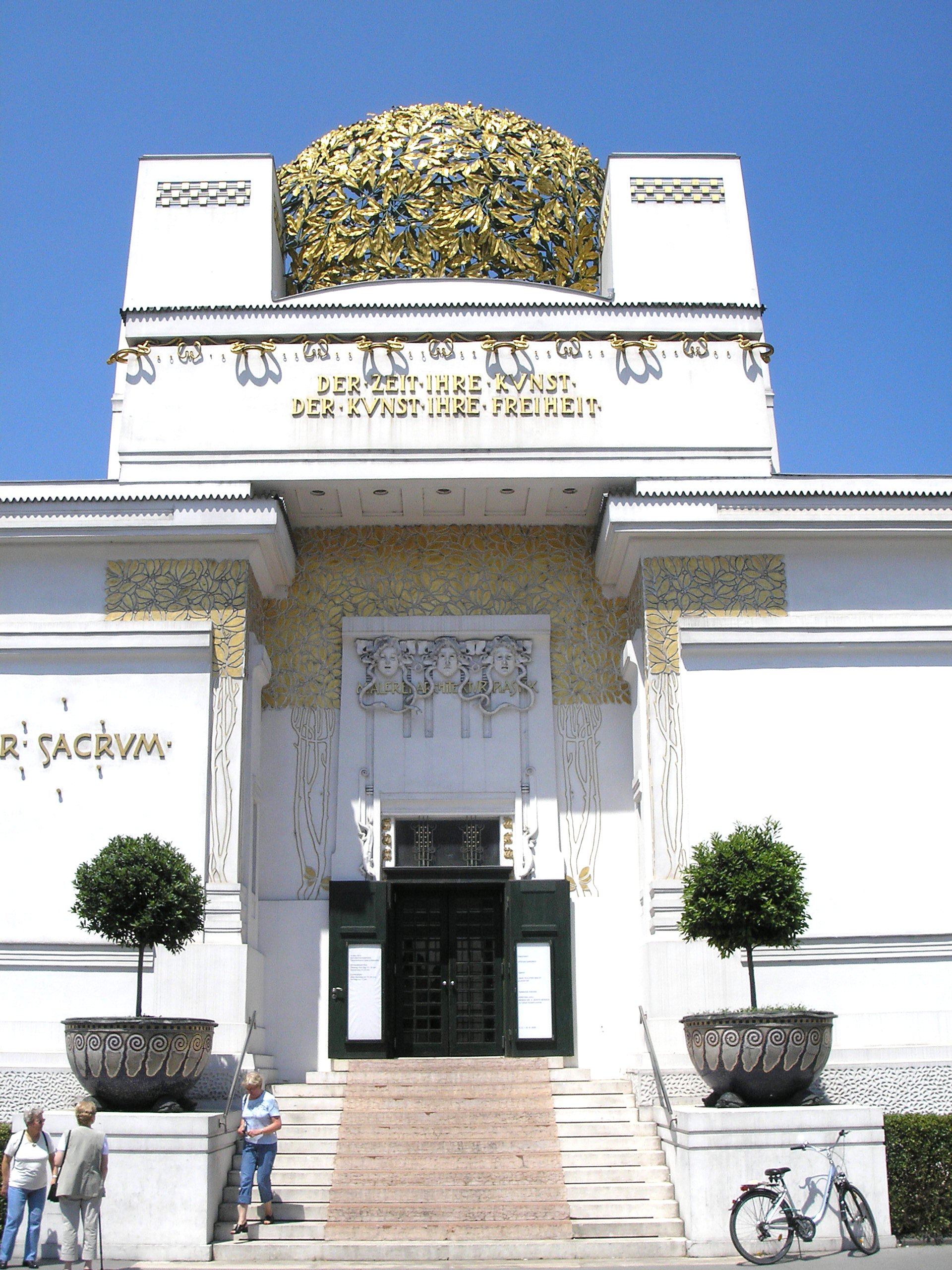
Вход в Дом Сецессиона

Выставочный павильон Венского сецессиона (нем. Ausstellungsgebäude der Wiener Secession in Wien) — Дом сецессиона, часто называемый просто «Сецессионом», построен в 1897—1898 годах в Вене по проекту австрийского архитектора Йозефа Марии Ольбриха. Это один из наиболее значимых архитектурных памятников австрийского, или венского, модерна.

## История
Большую часть расходов на строительство взяли на себя сами художники, город бесплатно предоставил земельный участок в начале улицы Линке-Винцайле (нем. Linke Wienzeile), недалеко от площади Карлсплац и рынка Нашмаркт. Для города возведение этого здания было связано с обустройством территории на месте реки Вены, убранной в конце XIX века под землю, на которой образовали улицу, и новым обликом площади Карлсплац (нем. Karlsplatz). Но этот план, как и идея разбить аллею между церковью Карлскирхе (нем. Karlskirche) и Домом сецессиона, не были реализованы. Однако вдоль новой улицы Линке Винцайле (Linke Wienzeile) расположены два дома в стиле венского модерна, возведённые в 1899 году по проектам выдающегося архитектора, главы венской школы Отто Вагнера, учеником которого был Йозеф Ольбрих. Напротив Сецессиона находится стеклянный павильон Венского Кунстхалле (Дома художников), в котором регулярно проводятся художественные выставки и концерты современной музыки. С другой стороны расположена Академия изобразительных искусств, а поодаль — два симметрично поставленных наземных павильона городской подземной железной дороги станции Карлсплац — шедевры архитектуры Отто Вагнера (1894—1897). Всё это делает район Сецессиона важным художественным центром австрийской столицы.

## Архитектура
Здание построено в характерном геометрическом стиле венского модерна. Оно состоит из нескольких массивных кубических объёмов, над которыми вознесен ажурный купол, сверкающий на солнце 3000 позолоченных лавровых листьев и 700 ягод, символизирующих молодость искусства. Членения здания экономно подчеркнуты лаконичным «вагнерианским» орнаментом. Формальная изысканность и сила контрастов массивных объёмов, почти лишённых окон, сильно выдающегося карниза и сверкающего на солнце золочёного шара как нельзя лучше выражают творческие устремления представителей нового искусства начала XX века. Над входом, золотыми буквами начертан девиз Сецессиона, придуманный венским критиком и историографом движения Людвигом Хевеши: «Der Zeit Ihre Kunst, Der Kunst Ihre Freiheit» («Каждому времени свое искусство, каждому искусству своя свобода»). Слева от входа имеется также надпись: лат. «Ver Sacrum» («Весна Священная») — название альманаха, который издавал Рудольф фон Альт.
Над главным входом помещены скульптурные головы горгон. Между ними надпись: «Malerei, Architektur, Plastik» («Живопись. Архитектура. Пластика»). Внутри небольшого по размеру здания имеется выставочный зал с верхним светом, для которого Густав Климт создал знаменитый «Бетховенский фриз», впервые показанный на XIV выставке «Объединения художников Венского Сецессиона», проходившей в 1902 году и посвящённой Людвигу ван Бетховену. Внутреннюю отделку зала и витражи боковых стен проектировал один из основателей Сецессиона и Венских мастерских Коломан Мозер. В центре зала установлена статуя Бетховена работы Макса Клингера (1902). Из-за необычной архитектуры венцы с юмором, но доброжелательно, называли здание Сецессиона «гробницей», «восточным мавзолеем», «гибридом оранжереи и известковой печи». Рядом со зданием Сецессиона установлена бронзовая скульптурная группа «Марк Антоний в колеснице, запряжённой львами» работы скульптора Артура Штрассера (1899), выполненная для Всемирной выставки в Париже 1900 года.
Здание Сецессиона было сильно разрушено в 1945 году. В 1985 году проведена полная реконструкция с воссозданием внешнего вида, но переустройством интерьера, к которому был добавлен подземный зал.

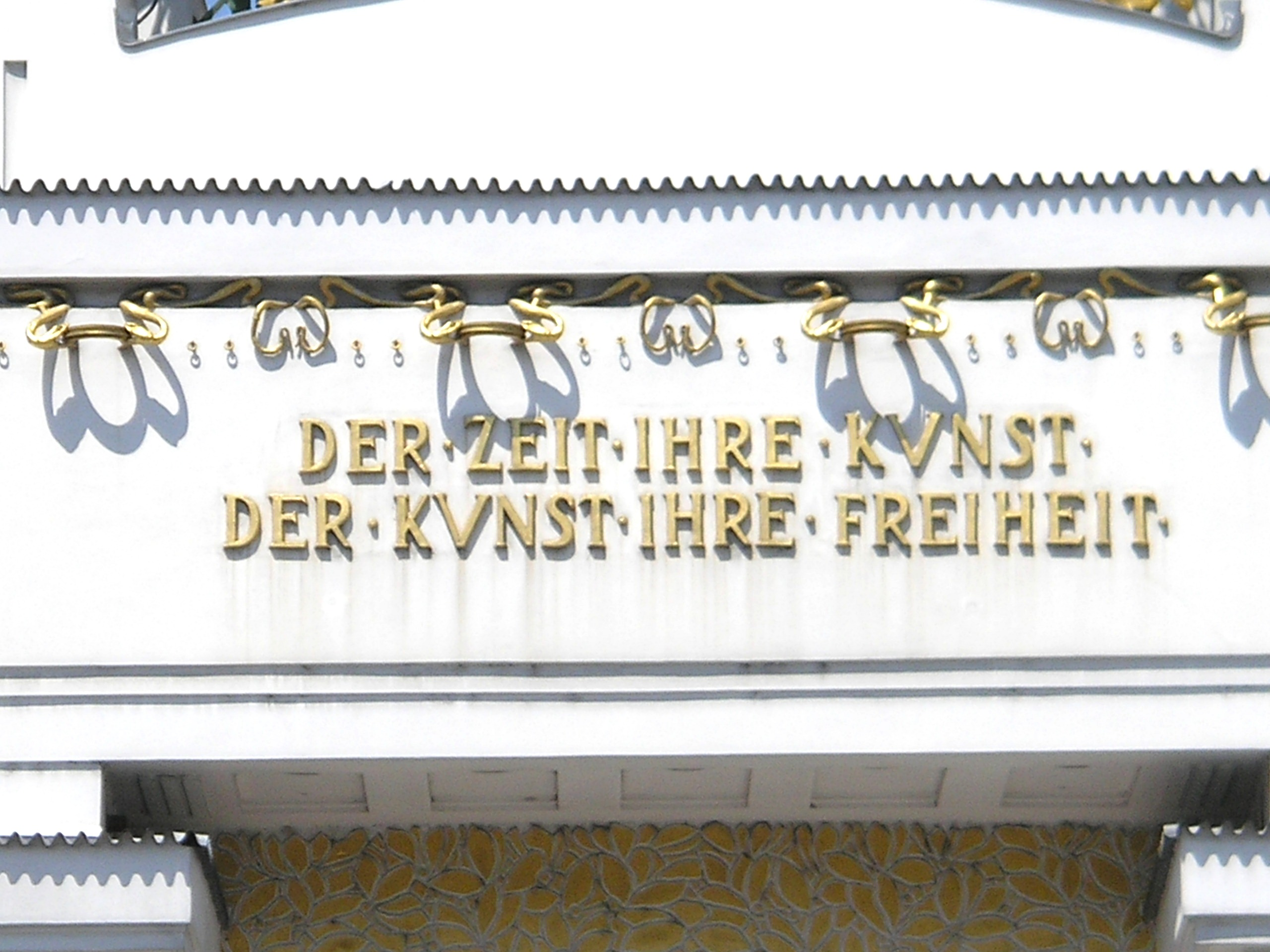
Каждому времени свое искусство, каждому искусству своя свобода
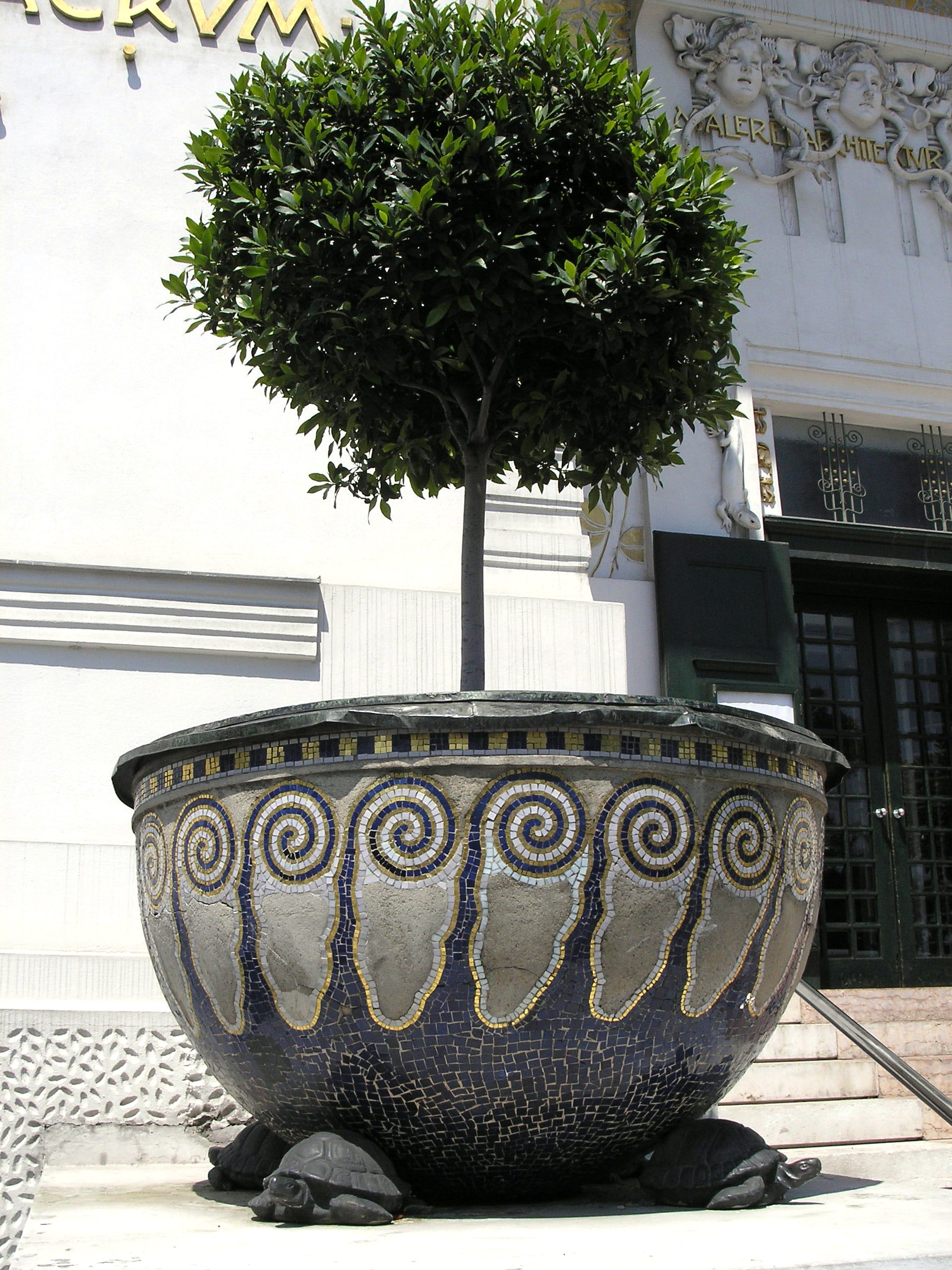
Садовый горшок с ножками в виде черепах
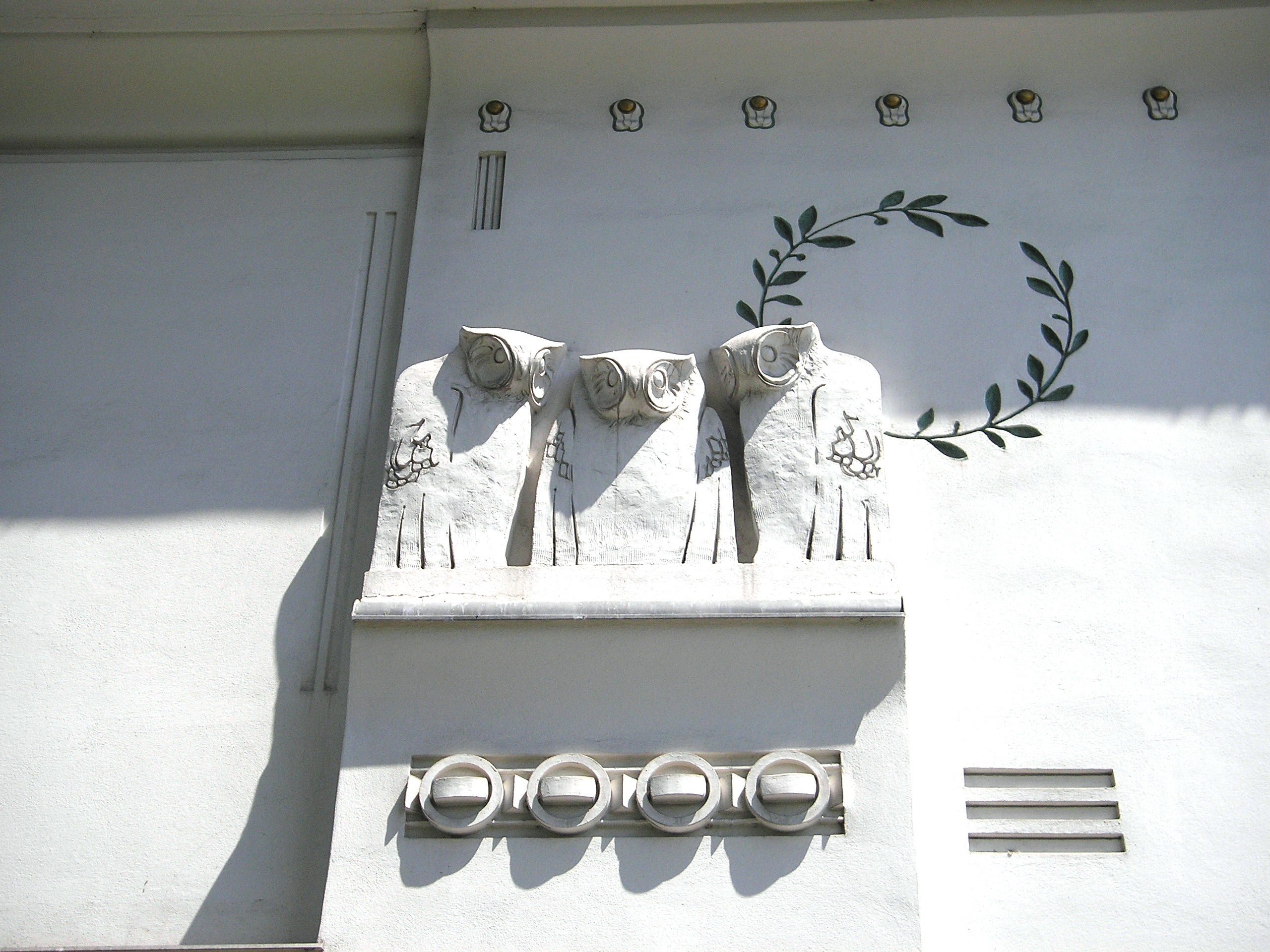
Три совы на южной стороне здания
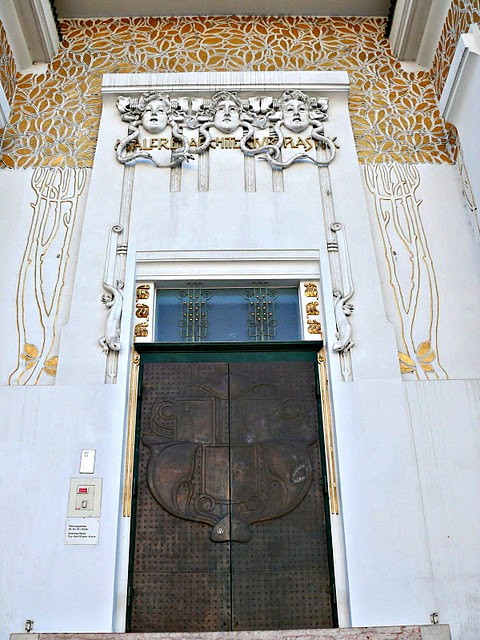
Главный вход
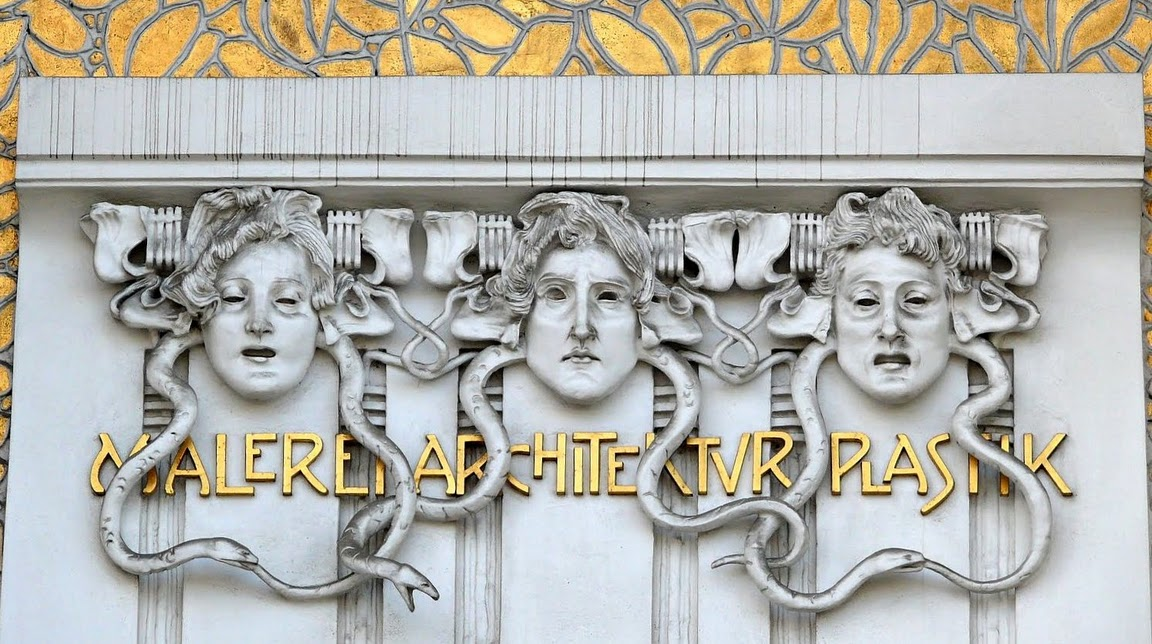
Изображения горгон над главным входом